# Günter Weil
Günter Weil (* 20. Januar 1937 in Solingen) ist ein ehemaliger deutscher Radrennfahrer und nationaler Meister im Radsport.

## Sportliche Laufbahn
Er begann mit dem Radsport 1953 im Verein RC Schwalbe 03 Solingen. Bestandteil seines Trainings waren die täglichen Fahrten mit dem Rennrad von Solingen zur Arbeitsstätte nach Wuppertal.
Weil wurde 1965, 1966 und 1967 als Amateur deutscher Meister im Steherrennen vor Rainer Podlesch, nachdem er beim Rennen 1967 noch am Vortage des Endlaufes seiner Arbeit nachging.  Bei den UCI-Bahn-Weltmeisterschaften 1966 auf der Radrennbahn in Frankfurt am Main schied er im Vorlauf der Steher aus.
Neben den Rennen auf der Bahn fuhr er auch erfolgreich Rundstreckenrennen und Kriterien; er gewann auch das Rennen Rund um Düren (in der C-Klasse). 1966 stürzte er schwer im Vorlauf der deutschen Meisterschaft im Zweier-Mannschaftsfahren und musste um die Fortsetzung seiner Laufbahn bangen.